# DJ Squarta
DJ Squarta, pseudonimo di Francesco Saverio Caligiuri (Roma, 10 febbraio 1977), è un disc jockey, musicista e produttore discografico italiano, noto per essere componente dei Cor Veleno.

## Biografia
Entrato nella crew Robba Coatta con lo pseudonimo di Square, inizia una intensa collaborazione con il rapper romano Piotta, con cui firmerà le produzioni di due album: Comunque vada sarà un successo del 1998, e Democrazia del microfono del 2000. Il beatmaker dopo aver prodotto anche per Flaminio Maphia si avvicina al gruppo romano Cor Veleno per cui produce molte delle tracce del disco Rock 'n' Roll. La collaborazione si stringe notevolmente a partire dal 2004 quando Squarta entra ufficialmente nei Cor Veleno e con loro realizza l'album Heavy metal.
Nel 2005 Squarta partecipa alla realizzazione di diversi importanti album della scena nazionale, tra questi Piazza Italia di Tony Fine e Sapp' Sian, Parole di Mistaman e Block notes di Stokka & MadBuddy. Nel medesimo anno, Squarta e Primo realizzano l'album Bomboclat, composto da quindici tracce a cui hanno partecipato anche svariati rapper italiani, come Tormento, Club Dogo, Amir e Turi.
Nel 2010, ha prodotto una strumentale del nuovo album di Saga dal titolo Docet.

## Discografia

### Da solista
- 2005 – Bomboclat (con Primo)
- 2006 – Radio Bomboclat Mixtape vol. 1
- 2008 – Leggenda (con Primo)
- 2011 – Qui è selvaggio (con Primo)

### Con i Robba Coatta
- 1997 – La banda der trucido

### Con i Cor Veleno
- 1999 – Sotto assedio
- 2001 – Rock 'n' Roll
- 2004 – Heavy metal
- 2007 – Nuovo nuovo
- 2010 – Buona pace
- 2018 – Lo spirito che suona